# Puigpunyent
Puigpunyent (hiszp. Puigpuñent)  – gmina w Hiszpanii, w prowincji Baleary, we wspólnocie autonomicznej Balearów, o powierzchni 42,31 km². W 2011 roku gmina liczyła 1886 mieszkańców.